# Åke Fridell
Åke Fridell (født 23. juni 1919 i Gävle, død 26. august 1985 i Stockholm) var en svensk skuespiller, der medvirkede i mere en 80 filmproduktioner. Han fik sin teaterdebut i 1944, og indtil 1965 var han tilknyttet både Malmö stadsteater og Helsingborg stadsteater. Blandt Fridells filmroller kan nævnes Det syvende segl (1957), Amor i telefonen (1957), Ved vejs ende (1957), Mig og dig (1969) og Eventyret om Karl-Bertil Jonssons juleaften (1975). Sidstnævnte har været sendt på SVT hvert jul siden premieren i 1975.
Åke Fridell ligger begravet på Norslunds kyrkogård i Falu kommun.

## Udvalgt filmografi
- Klockan på Rönneberga (1944)
- Pigen og djævelen (1944, ukrediteret)
- Pigen og løjtnanten (1946, ukrediteret)
- Det regner på vor kærlighed (1946)
- De stærke hænder (1946)
- Onde øjne (1947)
- Sømandstøsen (1947)
- Du skal elske (1948)
- Lars Hård (1948)
- I fremmed havn (1948)
- Gaden (1949)
- Fængsel (1949, ukrediteret)
- Kun en mor (1949)
- Restaurant Intim (1950, ukrediteret)
- Hjerter knægt (1950)
- Provinspigen (1950)
- Garnisonens gæve gutter (1950)
- Frøken Julie (1951)
- Gårdmandstøsen (1951)
- Farlige kurver (1952)
- Sommeren med Monika (1953)
- Storbondens datter (1953)
- Gøglernes aften (film) (1953, ukrediteret)
- Sommernattens smil (1955)
- Nattens børn (1956)
- Det syvende segl (1957)
- Amor i telefonen (1957)
- Ved vejs ende (1957)
- Op med moralen (1958)
- Ansigtet (1958)
- Er svenskerne sådan (1964)
- Træfrakken (1966)
- Her har du dit liv (1966)
- Markurells i Wadköping (tv-serie, 1969)
- Mig og dig (1969)
- Ih, det var dog den stiveste (1970)
- Udvandrerne (1971)
- Garagen (1975)
- Eventyret om Karl-Bertil Jonssons juleaften (animationsfilm, 1975)
- Den tragiska historien om Hamlet – prins av Danmark (tv-film, 1985)